# Pidwyssoke (Holowaniwsk)
Pidwyssoke (ukrainisch Підвисоке; russisch Подвысокое Podwyssokoje, polnisch Podwysokie) ist ein Dorf in der ukrainischen Oblast Kirowohrad mit etwa 2200 Einwohnern (2001).

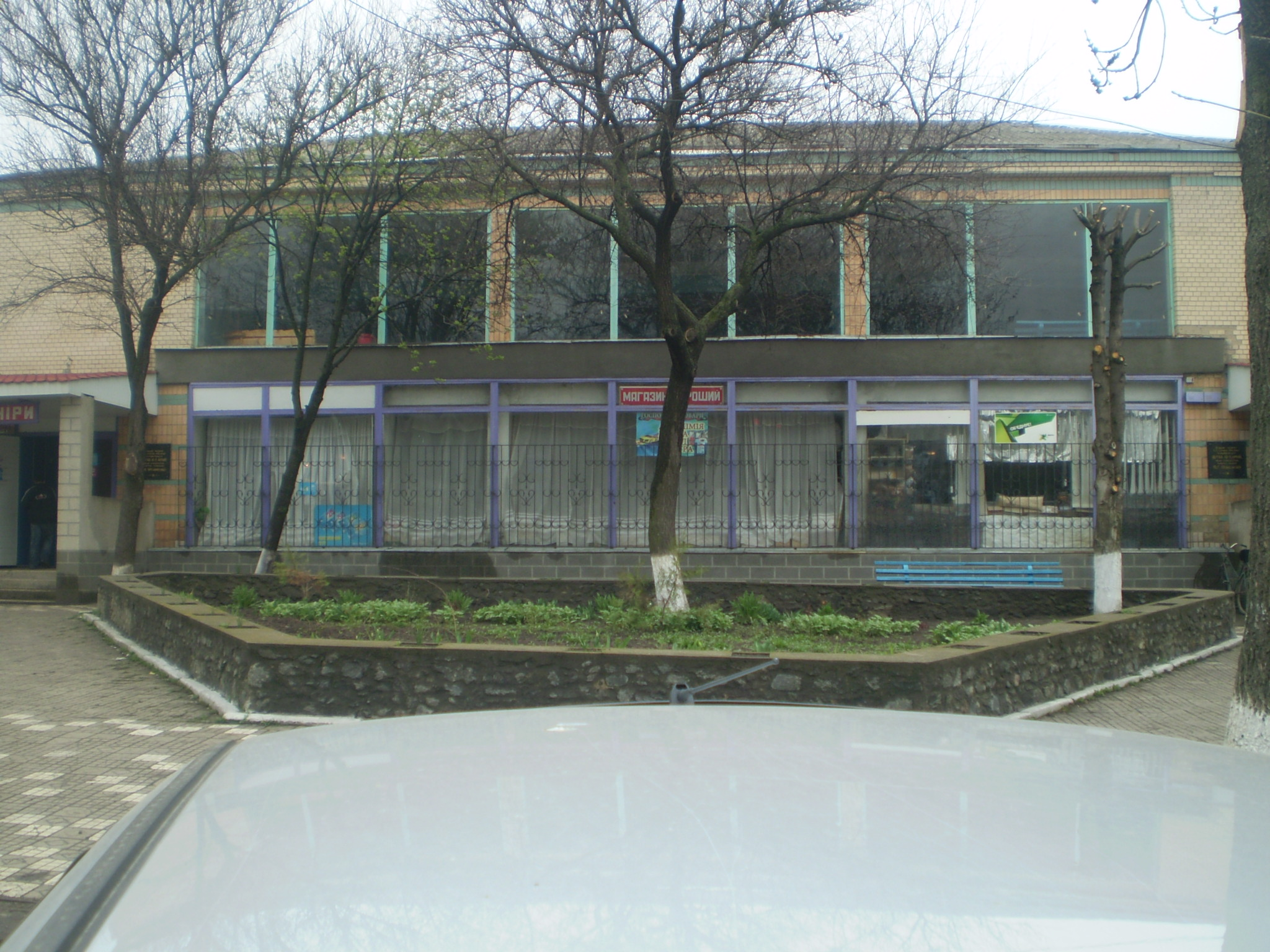
Gebäude im Ort

Die Ortschaft liegt auf einer Höhe von 165 m, 7 km westlich vom Ufer der Synjucha, 18 km südwestlich vom ehemaligen Rajonzentrum Nowoarchanhelsk und 130 km westlich vom Oblastzentrum Kropywnyzkyj. Durch das Dorf verläuft die Territorialstraße T–12–15.

## Geschichte
Die Bauern des in den 1730er Jahren gegründeten Dorfes nahmen an der Hajdamaken-Bewegung teil und während des Kolijiwschtschyna-Aufstandes im Jahre 1768 operierte hier eine Abteilung der Hajdamaken. Nachdem die Rechtsufrige Ukraine in Folge der Dritten polnischen Teilung an das Russische Kaiserreich gefallen war, wurde das Dorf 1797 Teil des Ujesd Uman innerhalb des Gouvernements Kiew. Die Anzahl der Männer im Dorf betrug 1795 624 und 1817 1016 bei einer Gesamteinwohnerzahl von etwa 2000 Bewohnern. In den 1820er Jahren kam es im Dorf erneut zu Unruhen unter den Bauern, welche durch Soldaten beendet und nach Massenverhaftungen und Hinrichtungen unterdrückt wurden, was in den 1830er zur Abwanderung zahlreicher Bauern in die Steppe des Gouvernement Cherson führte. 1866 wurde Pidwyssoke Gemeindezentrum im Ujesd Uman.
Während der Operation Faustschlag wurde die Ortschaft Anfang März 1918 von Truppen der Mittelmächte besetzt und im Dezember 1918 übernahmen Truppen der Ukrainischen Volksrepublik unter Symon Petljura die Herrschaft im Dorf, bis diese den Bolschewiki weichen mussten. Nahe dem zur Gemeinde zählenden Dorf Wolodymyriwka wurden 1926 am Ufer der Synjucha die Überreste einer Großsiedlung der Cucuteni-Tripolje-Kultur aus dem 4. Jahrtausend v. Chr. gefunden.
Von 1923 bis 1958, mit einer Unterbrechung zwischen 1931 und 1934 war Pidwyssoke Rajonzentrum des Rajon Pidwyssoke. Vom 7. August 1941 bis zum 14. März 1944 war das Dorf von Truppen der Wehrmacht besetzt.

## Verwaltungsgliederung
Am 12. Juni 2020 wurde das Dorf zum Zentrum der neugegründeten Landgemeinde Pidwyssoke (Підвисоцька сільська громада/Pidwyssozka silska hromada). Zu dieser zählen die 16 in der untenstehenden Tabelle aufgelisteten Dörfer, bis dahin bildete es zusammen mit dem Dorf Wolodymyriwka die gleichnamige Landratsgemeinde Pidwyssoke (Підвисоцька сільська рада/Pidwyssozka silska rada) im Westen des Rajons Nowoarchanhelsk.
Am 17. Juli 2020 kam es im Zuge einer großen Rajonsreform zum Anschluss des Rajonsgebietes an den Rajon Holowaniwsk.
Folgende Orte sind neben dem Hauptort Pidwyssoke Teil der Gemeinde:
| Name                     | Name          | Name                          |
| ukrainisch transkribiert | ukrainisch    | russisch                      |
| ------------------------ | ------------- | ----------------------------- |
| Borschtschowa            | Борщова       | Борщевая (Borschtschewaja)    |
| Jatran                   | Ятрань        | Ятрань                        |
| Kopenkuwate              | Копенкувате   | Копенковатое (Kopenkowatoje)  |
| Martyniwka               | Мартинівка    | Мартыновка (Martynowka)       |
| Nebeliwka                | Небелівка     | Небелевка (Nebelewka)         |
| Nerubajka                | Нерубайка     | Нерубайка (Nerubaika)         |
| Orlowe                   | Орлове        | Орлово (Orlowo)               |
| Pokotylowe               | Покотилове    | Покотилово (Pokotilowo)       |
| Rossochuwatez            | Розсохуватець | Рассоховатец (Rassochowatez)  |
| Schewtschenka            | Шевченка      | Шевченко (Schewtschenko)      |
| Stanislawiwka            | Станіславівка | Станиславовка (Stanislawowka) |
| Srubanzi                 | Зрубанці      | Зрубанцы (Srubanzy)           |
| Tarassiwka               | Тарасівка     | Тарасовка (Tarassowka)        |
| Terniwka                 | Тернівка      | Терновка (Ternowka)           |
| Werbiwka                 | Вербівка      | Вербовка (Werbowka)           |
| Wolodymyriwka            | Володимирівка | Владимировка (Wladimirowka)   |